# Квинт Сульпиций Камерин Корнут (консул)
Квинт Сульпиций Камерин Корнут (лат. Quintus Sulpicius Camerinus Cornutus; VI—V века до н. э.) — римский политический деятель из патрицианского рода Сульпициев, консул 490 года до н. э. Возможно, брат или сын Сервия Сульпиция Камерина Корнута, консула 500 года до н. э.
Квинт Сульпиций не упоминается у Тита Ливия. Он фигурирует только у Дионисия Галикарнасского, который относит к этому консулату повторение Великих игр. Коллегой Камерина Корнута был Спурий Ларций Флав). В 488 году до н. э. Квинт Сульпиций был в числе пяти послов, пытавшихся уговорить мятежника Гнея Марция Кориолана разорвать союз с вольсками и прекратить войну с родным городом.